# NGC 1436
NGC 1436 este o galaxie spirală situată în constelația Eridanul. A fost descoperită în 9 ianuarie 1836 de către John Herschel. Se află la o distanță de 16,98 megaparseci de Pământ.